# 12-й отдельный сапёрный батальон
12-й отдельный сапёрный батальон — сапёрое формирование (воинская часть) инженерных войск РККА Вооружённых Сил СССР, во время Великой Отечественной войны. 
Во время Великой Отечественной войны существовало два сапёрных формирования с одним и тем же войсковым номером 12, но в составе различных формирований, один последовательно в составе 16-го стрелкового корпуса, 48-й и 54-й армий, и другое в составе 106-й стрелковой дивизии, третьего сформирования.

## 12-й отдельный сапёрный батальон 16-го стрелкового корпуса, 48-й и 54-й армий
Сформирован, очевидно, вместе с управлением 16-го стрелкового корпуса, 1-го сформирования.
В составе действующей армии во время Великой Отечественной войны с 22 июня 1941 года по 1 февраля 1942 год.
На 22 июня 1941 года был прикомандирован к Управлению начальника строительства № 210 и находился на строительстве укреплённых районов на государственной границе Союза ССР, западнее города Каунас.
С начала Великой Отечественной войны отходит на восток, строит укрепления в районе Шимска, затем, в течение августа 1941 года отходит через Новгород, строит укрепления на реке Волхов. В октябре — ноябре 1941 года отступил вместе с 54-й армией в ходе Тихвинской оборонительной операции почти до Ладожского озера.
1 февраля 1942 года переформирован в 12-й отдельный инженерный батальон 54-й армии.

### В составе
| Дата            | Фронт (округ)         | Армия      | Корпус                 | Примечания |
| --------------- | --------------------- | ---------- | ---------------------- | ---------- |
| 22.06.1941 года | Северо-Западный фронт | 11-я армия | 16-й стрелковый корпус | —          |
| 01.07.1941 года | Северо-Западный фронт | 11-я армия | 16-й стрелковый корпус | —          |
| 10.07.1941 года | Северо-Западный фронт | 11-я армия | 16-й стрелковый корпус | —          |
| 01.08.1941 года | Северо-Западный фронт | 11-я армия | 16-й стрелковый корпус | —          |
| 01.09.1941 года | Ленинградский фронт   | 48-я армия | —                      | —          |
| 01.10.1941 года | Ленинградский фронт   | 48-я армия | —                      | —          |
| 01.11.1941 года | Ленинградский фронт   | 54-я армия | —                      | —          |
| 01.12.1941 года | Ленинградский фронт   | 54-я армия | —                      | —          |
| 01.01.1942 года | Ленинградский фронт   | 54-я армия | —                      | —          |
| 01.02.1942 года | Ленинградский фронт   | 54-я армия | —                      | —          |

## 12-й отдельный сапёрный батальон 106-й стрелковой дивизии
12-й отдельный сапёрный батальон 106-й стрелковой дивизии в действующей армии с 15 февраля 1943 года по 11 мая 1945 года.
Воинская часть входила в состав 106-й стрелковой дивизии 3-го сформирования, и повторила её боевой путь.

## Другие инженерно-сапёрные формирования с тем же номером
- 12-й гвардейский отдельный батальон
- 12-й отдельный инженерный батальон Юго-Западного фронта
- 12-й отдельный инженерный батальон 54-й, 8-й армий
- 12-й гвардейский отдельный инженерный батальон
- 12-й отдельный инженерно-сапёрный батальон
- 12-й гвардейский отдельный инженерно-сапёрный батальон
- 12-й отдельный штурмовой инженерно-сапёрный батальон
- 12-й отдельный горный минно-инженерный батальон
- 12-й гвардейский отдельный батальон минёров
- 12-й отдельный понтонно-мостовой батальон
- 12-й отдельный моторизованный понтонно-мостовой батальон
- 12-й гвардейский отдельный батальон инженерных заграждений
- 12-й отдельный батальон электрозаграждений
- 12-й отдельный электротехнический батальон
- 12-й отдельный батальон разграждений